# Eight Miles High
Eight Miles High – piosenka zespołu The Byrds, która powstała pod koniec roku 1965. Została wydana na singlu 14 marca 1966, przez wytwórnię Columbia Records. Materiał nagrano 24 i 25 stycznia 1966 w Columbia Studios w Hollywood. Utwór tytułowy promował album Fifth Dimension.

## Lista utworów
1. „Eight Miles High” (D. Crosby, G. Clark, J. McGuinn) – 3:35
2. „Why” (D. Crosby, J. McGuinn) – 2:58

## Twórcy
- Jim McGuinn – śpiew, gitara
- David Crosby – śpiew, gitara
- Chris Hillman – śpiew, gitara basowa
- Michael Clarke – perkusja

gościnnie
- Gene Clark – śpiew

produkcja
- Allen Stanton – producent

## Hüsker Dü
Eight Miles High – trzeci singel zespołu Hüsker Dü. Został wydany w maju 1984 przez wytwórnię SST Records. Materiał nagrano w Total Access Recording Studios w Redondo Beach oraz podczas koncertu w „The Royal Albert Arms” w Winnipeg.

### Lista utworów
1. „Eight Miles High” (D. Crosby, G. Clark, J. McGuinn) – 3:56
2. „Masochism World (Live)” (B. Mould, G. Hart) – 2:59

### Skład
- Bob Mould – śpiew, gitara
- Greg Norton – gitara basowa, śpiew
- Grant Hart – śpiew, perkusja

produkcja
- Spot – inżynier dźwięku, producent (1)
- Hüsker Dü – producent
- Keith Petersen – nagranie i mix (2)